# 何諾二世
何諾二世（拉丁語：Honorius PP. II；？—1130年）本名郎培·斯坎納貝基（Lamberto Scannabecchi），1124年12月15日當選教宗，同年12月21日即位至1130年2月13日或2月14日為止。何諾二世死后举行1130年教宗選舉，對立教宗克雷二世當選。

## 譯名列表
- 洪諾留二世：大英簡明百科[永久]、大英綫上繁體中文版[永久]作洪諾留。
- 洪诺留二世：《世界人名翻譯大辭典》1993年版作洪诺留。
- 二世：香港天主教教區檔案　歷任教宗作。
- 霍諾里烏斯二世：中国大百科智慧藏　外國人名譯名對照表作霍諾里烏斯。
- 霍诺里乌斯二世： （页面存档备份，存于）